# Vincenzo Guerini (Leichtathlet)

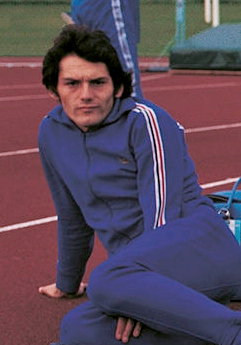
Vincenzo Guerini bei den Olympischen Spielen 1972

Vincenzo Guerini (* 14. August 1950 in Casnigo) ist ein ehemaliger italienischer Sprinter.
In der 4-mal-100-Meter-Staffel gewann er bei den Europameisterschaften 1971 in Helsinki Bronze und wurde Achter bei den Olympischen Spielen 1972 in München. 1973 wurde er bei den Halleneuropameisterschaften in Rotterdam Sechster über 60 Meter.
Mit der italienischen 4-mal-100-Meter-Stafette holte er bei den Europameisterschaften 1974 in Rom Silber und wurde Sechster bei den Olympischen Spielen 1976 in Montreal.
Zweimal wurde er Italienischer Meister über 100 Meter (1972, 1976) und dreimal Italienischer Hallenmeister über 60 Meter (1971, 1973, 1978).

## Persönliche Bestzeiten
- 100 m: 10,49 s, 1. August 1974, Rom
- 200 m: 21,34 s, 16. August 1974, Zürich